# Daniel Orlandi
Daniel Orlandi – amerykański kostiumograf.

## Filmografia
seriale
- 1995: Courthouse
- 2000: Ed

film
- 1991: Marilyn i ja
- 1991: Szalone serce
- 1993: Quick
- 1996: Zapomniane grzechy
- 1996: Garage Sale
- 1996: Fan
- 1997: Rakietą w kosmos
- 1998: Przeciwko mafii
- 1998: Taksówka wspomnień
- 1999: Bez skazy
- 1999: Angels, Baby!
- 2000: Poznaj mojego tatę
- 2002: Telefon
- 2003: Kangur Jack
- 2003: Do diabła z miłością
- 2003: Córka mojego szefa
- 2004: Alamo
- 2005: Człowiek ringu
- 2006: Ostatnie wakacje
- 2006: Kod da Vinci
- 2007: Numer 23
- 2008: Frost/Nixon
- 2009: Wielki Mike. The Blind Side
- 2009: Anioły i demony
- 2009: Dokąd zmierzasz?
- 2011: Sekrety i grzeszki
- 2012: Wyborcze jaja
- 2012: Zmiana w grze
- 2013: Ratując pana Banksa
- 2015: Trumbo

## Nagrody i nominacje
Został nominowany do nagrody BAFTA, nagrody CDG, nagrody Critics’ Choice i nagrody Satelity.